# Eusthenopteron
Eusthenopteron é um gênero de peixe sarcopterígios que alcançou status de ícone por causa de sua anatomia parecida com a dos tetrápodes. As primeiras representações deste animal mostram-no emergindo da terra, entretanto os paleontologistas atualmente concordam que era um animal estritamente aquático. Eusthenopteron foi descrito pela primeira vez por Joseph Frederik Whiteaves em 1881, como parte de uma grande coleção de peixes do Parque Nacional de Miguasha.